# Гэбриел, Питер
Питер Брайан Гэбриел (англ. Peter Brian Gabriel, 13 февраля 1950) — английский певец, автор песен и музыкальный продюсер. Начинал карьеру вокалистом, флейтистом и перкуссионистом британской прог-рок-группы Genesis, затем начал успешную сольную карьеру, был продюсером большого количества записей этно-исполнителей, известен своей гуманитарной деятельностью.
В 2002 году альбом Passion: Music for The Last Temptation of Christ Питера Гэбриела с музыкой для фильма «Последнее искушение Христа» был включён в рейтинг 25 самых влиятельных эмбиент-альбомов всех времён (англ. The 25 Most Influential Ambient Albums Of All Time). Является лауреатом премий «Грэмми» и Polar Music Prize.

## Биография
Питер Брайан Гэбриел родился в посёлке Чобем, графство Суррей, 13 февраля 1950 года в семье инженера-электронщика и учительницы музыки. «Это было счастливое и свободное детство, — вспоминает он. — Я восхищался отцом — настоящим изобретателем, вечно пропадающим в своей мастерской и создающим удивительные вещи буквально из ничего. А мамина игра на фортепиано просто впиталась в моё подсознание».
Эта особая атмосфера сильно повлияла на увлечения Питера, — уже с юных лет он полюбил музыку. Особенно его привлекали старинные британские мотивы и народные музыкальные инструменты. В дальнейшем это пристрастие заметно отразится на его композициях, особенно в годы сольного творчества.

## Genesis
Первый период творчества музыканта связан с историей группы Genesis, которая была образована в конце 1960-х, когда Питер Гэбриел и Тони Бэнкс учились в частной школе Чартерхаус в городе Годалминг. Оригинальный состав был собран из участников двух школьных групп, The Garden Wall и The Аnon, в него вошли Гэбриел (вокал и флейта), Энтони Филлипс (гитара), Тони Бэнкс (клавиши), Майкл Резерфорд (бас-гитара) и Крис Стюарт (англ. Chris Stewart) (ударные).
Пытаясь удержать внимание публики на концертах, Гэбриел начал произносить монологи (заполняя паузы между песнями), затем начал подводить глаза и выбривать волосы клином, а, начиная с турне «Supper’s Ready», начал использовать сценические костюмы, подчёркивающие особенности песен (в сентябре 1972 года, в Дублине, он впервые вышел на сцену в платье своей жены и с головой лисы). Группа приняла этот ход неоднозначно, но Genesis попали на обложку Melody Maker и стали популярным концертным зрелищем.
В августе 1975 года Гэбриел объявил о том, что уходит из группы, потому что чувствует отчуждение от остальных участников, а его собственная женитьба и рождение первого ребёнка лишь усиливают его личную напряжённость. Питер составил открытое письмо для прессы, в котором подробно описал причины своего ухода. Письмо было разослано в ведущие музыкальные издания с условием либо опубликовать его слово в слово, либо не публиковать совсем. Текст его выглядел так:

Коллектив, созданный нами, чтобы служить нашей музыке, одержал над нами верх и заточил в тюрьму собственного успеха. Из-за этого изменилось отношение к работе и сама атмосфера в группе. Музыка не иссякла, а наше взаимное уважение не стало меньше, но наши роли стали слишком жёстко расписанными. Вовлечь этот «Звёздный Genesis» в новую идею стоило теперь чудовищных усилий. Переход от восторженного энтузиазма новичков к профессионализму никому не дается просто.
Я думаю, что в работе со звуком и визуальными эффектами можно добиться большего, чем мы уже сделали. Но при наших нынешних масштабах для этого требовалось единое ясное и последовательное руководство, которого не смогла обеспечить псевдодемократическая система нашей группы.
Как художник, я хотел быть открытым для всех возможных влияний — но как увязать творческий процесс, построенный на интуиции и вдохновении, с долгосрочным планированием, в котором нуждалась группа? Я чувствовал потребность наблюдать, изучать и развивать свои творческие способности и пробовать себя в других видах деятельности, помимо музыки. Даже ранее неизвестные мне прелести садоводства и сельской жизни начали вдруг раскрываться для меня. Но, конечно, я не мог рассчитывать, что группа станет увязывать свой рабочий график с моим садово-огородным календарём. Останься я — и растущее количество денег и власти намертво привязало бы меня к сцене. А для меня было очень важно проводить больше времени с семьёй и наконец в полной мере ощутить себя отцом. Хотя я многое увидел и многому научился за последние семь лет, я обнаружил, что начинаю смотреть на вещи как «знаменитый Гэбриел», несмотря на мои попытки скрывать свой статус и род занятий, когда только возможно. Я начал мыслить категориями бизнеса — немалый прогресс для некогда застенчивого и подвергавшегося нападкам музыканта, — но это же заставило меня смотреть на музыку и аудиторию как источник денег, и такое отношение отдаляло меня от них. Выступления перестали вызывать тот особенный трепет.

## 1977 Peter Gabriel
После ухода из группы Питер совсем отошёл от дел и проводил все время в сельском домике с семьёй, но к концу 75-го года уже всерьёз задумался о сольной карьере и начал накапливать материал для предполагаемого альбома.
Работа продолжалась до осени следующего года. Питер старался, чтобы его новые песни как можно меньше напоминали те, что он делал с Genesis. «Большинство моих новых песен очень эмоциональны, — говорил он в интервью того времени. — В Genesis не было простора для песен на личные темы, — этой возможности как следует упиться жалостью к себе».
Альбом, на обложке которого стояло просто «Peter Gabriel», вышел в феврале 1977 года. В марте был выпущен первый сингл с него — Solsbury Hill. Трек имел очень большой успех и добрался до 13-го места в британском хит-параде. Критики и фэны тут же бросились интерпретировать Solsbury Hill как песню о прощании Питера с Genesis, хотя сам Питер не подтверждал этого, давая более широкую трактовку.
«Эта песня — о готовности расстаться с тем, что имеешь, ради того, что можешь получить; расстаться с тем, кем ты был, ради того, каким ты можешь стать. Она о расставании с прошлым».
В целом альбом был типичной работой музыканта, находящегося в творческом поиске:
Питер «примерил» на себя целый набор разных, порой весьма неожиданных, стилей.

## 1978 Peter Gabriel

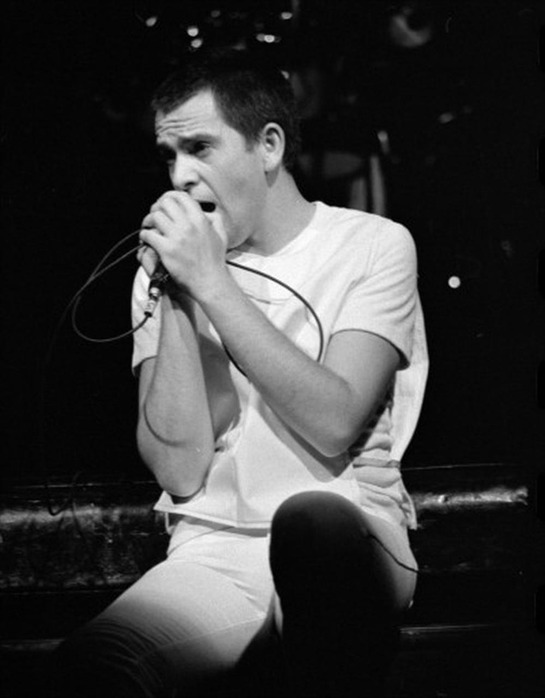
1978 год

В то время как постгэбриеловский альбом Genesis «A Trick of the Tail» был в 1976 году в анкете Melody Maker признан лучшим, дебют Гэбриела добился меньшего признания. И восторженные когда-то поклонники на время утратили энтузиазм… Только Гэбриел оставался спокойным, одинаково чуждым имиджу «звезды» и позиции «антизвезды».
«Вы должны принять к сведению, что на свете есть много жестокости и страха, и вы должны реагировать на них и противостоять им», — сказал он однажды и многократно подтверждал свою позицию.
Вторая пластинка была спродюсирована Робертом Фриппом и поэтому носила несколько экспериментальный характер, Фрипп так говорил о творческом процессе Гэбриела: «Я бы описал Питера как человека, который точно знает, чего хочет, но не может принять решение. Вы скажете, что это звучит парадоксально — и будете правы. Он пишет прекрасные песни, но он совсем не спонтанен, а скорее склонен с постепенному выстраиванию музыки. Он точно знает, как должен звучать тот или иной кусок, и не успокоится, пока не услышит этого на плёнке. Но причиной тому скорее не перфекционизм, а склонность закапываться в детали».
Альбом вышел в июне 1978 года. На обложке снова не было названия — только имя исполнителя. Неофициально альбом называют «Peter Gabriel II» или — по обложке — «Scratch» (царапина) (так же, как первый по обложке с автомобилем называют «Car»).
«Я подумал, что так будет интереснее: сохранять то же название, написанное тем же шрифтом, чтобы внешне они отличались только картинкой на обложке — получается что-то вроде номеров творческого ежегодника артиста», — пояснял Питер.
Хотя этот лонгплей не содержал ни одного хита типа «Solsbury Hill», здесь Гэбриел опять продвинулся по дороге полного самовыражения.

## 1980 Peter Gabriel
Несмотря на узнаваемость имени и достаточно звёздный статус музыканта, две первые его сольные пластинки не пользовались большим спросом. Прорыв случился только после третьего альбома, имевшего громкий успех как в Англии, так и в Штатах.
В начале 1979 года Питер занялся поисками музыкантов для записи этого нового альбома и разработкой новой концепции звучания, для этого он приобрёл последнее чудо тогдашней техники — первую программируемую драм-машину и семплер, позволявший записывать любые внешние звуки, а потом воспроизводить их с клавиатуры с любой частотой, в том числе и в виде аккордов.
Экспериментальный пост-панковский звук нового проекта был, по мнению Питера, именно тем, что требовалось. «Главное правило, которое мы между собой установили: все, что будет звучать привычно — сразу отбрасываем».
Запись альбома была завершена в феврале 1980 года. Альбом, снова не имеющий названия (неофициально «Peter Gabriel III» или — по обложке — «Melt» (растаявший)), вышел в мае 1980 года. В Великобритании всего через неделю он взлетел на первую строчку национального хит-парада. Такой успех не бывает случайным — можно было относиться к этой пластинке по-разному, но невозможно было не признать, что на этот раз Питеру удалось создать нечто особенное. Среди композиций выделялись «Games Without Frontiers», которая стала на радио самой популярной записью Гэбриела после «Solsbury Hill».
3-й альбом Гэбриела получился жёстким, угловатым и агрессивным, полным необычных звуков новых по тем временам инструментов. Неуютные и тревожные, то жутковатые, то грустные песни рассказывали о тёмных сторонах души и тяжёлых переживаниях — страх, одиночество, непонимание, потеря контроля над своими эмоциями. Это не задумывалось специально, как концепция — просто это были темы, которые всегда волновали Питера.
«Я вижу некоторую параллель — хотя и не совсем очевидную — между моим новым альбомом и блюзовой музыкой. Люди спрашивают, почему она всегда такая мрачная и депрессивная, моя новая музыка. И я вспоминаю о блюзовых песнях, которые зачастую так же мрачны, депрессивны и полны жалости к себе, но именно поэтому они дают возможность слушателю освободить эти чувства в себе, „выплакать“ их вместе с песней, избавиться от негатива и почувствовать себя лучше».
Все песни диска, одна за другой, заслуживают отдельного восхищения, вплоть до заключительной «Biko», выражающей политический протест и посвящённой борцу с апартеидом Стивену Банту Бико, со словами: «Можете потушить свечи, но не огонь».

## 1982 Peter Gabriel
4-й сольный альбом Гэбриела вышел в сентябре 1982 года — в Великобритании снова без названия, но американский издатель категорически настаивал на названии, так как в США с альбомами образовалась некоторая путаница: на музыкальном рынке имелось уже 3 альбома с одинаковым названием «Peter Gabriel», выпущенных разными фирмами. Сразу не разберёшься — то ли разные альбомы, то ли переиздания разными фирмами одного и того же. Питер согласился снабдить американский тираж альбома наклейками с названием «Security» — этакий ироничный намёк на гарантию безопасности американского производителя. Этот крайне сжатый и лаконичный лонгплей вызвал заметную растерянность среди рецензентов и обозревателей, которые в основном в самых общих словах в очередной раз подтвердили оригинальность Гэбриела.
Самой прямолинейной и самой действенной оказалась вступительная «Rhythm Of The Heat»: красные скалы и красная пыль, земля, пропитанная солнцем и кровью, земля, где ритм являет собой универсальную движущую силу, удивительным образом влияет на певца и заставляет его порвать все связи с цивилизацией. Задним числом Гэбриел в «Melody Maker» объяснял, что идея этой песни у него возникла после прочтения мемуаров известного швейцарского психолога Карла Юнга. Тот описывал встречу с одним племенем в Судане, когда на ритуальных плясках вокруг огня в сопровождении барабанов он начал терять контроль, испугался и заплатил музыкантам сигаретами, чтобы те закончили игру и шли по домам.
Экзотическая атмосфера веет из каждого такта лонгплея. Вот что говорит например сам Питер по поводу «San Jacinto»:

Песня родилась из моего знакомства с индейцем апачи, который работал носильщиком в одном из отелей Кливленда, где мы были на гастролях. Он узнал, что в его квартире, которая была довольно далеко, пожар, и искал возможности добраться туда. Я подвез его, а после, в отеле, мы разговорились и проговорили почти всю ночь. Он рассказал мне, как происходил обряд его посвящения. Когда ему исполнилось 14 лет, шаман племени повел его в горы, прихватив с собой в мешке гремучую змею. Когда они добрались до вершины горы, шаман поднес змею к руке мальчика, чтобы она укусила его. Две недели он провёл там, находясь во власти мощных галлюцинаций. Подобный обряд проходили все мужчины племени. Через две недели человек либо возвращался и становился воином, либо погибал.
 Сан-Хасинто — гора в Калифорнии, считавшаяся у индейцев священной. По одну её сторону расположился шикарный курорт Палм-Спрингс, по другую — индейская резервация. Этот контраст очень впечатлил Питера и тоже был отмечен в песне.
Четвёртый альбом не повторил коммерческого успеха своего предшественника. В британских чартах он добрался до 6-го места, после чего быстро поехал вниз. Сингл «Shock The Monkey» дошёл до 58 места, а «I Have The Touch» — до 75. Отзывы прессы снова были очень смешанными. Питер отмечал неожиданный для него приятный момент: 

Очень лестным для меня стало то, что мою пластинку в Америке начали крутить чёрные радиостанции, а в нескольких журналах, посвящённых чёрной музыке, появились очень хорошие рецензии на неё, в то время как от «белой» прессы я снова наслушался немало ругани. И хотя я не считаю, что у моего альбома много общего с чёрной музыкой, я несомненно горжусь тем, что мне удалось создать настолько мощные ритмы, чтобы они привлекли внимание чёрной аудитории.

## 1985 Birdy: саундтрек к фильму «Птаха»
После выходя 4-го лонгплея Гэйбриэл на четыре года приостановил производство студийных альбомов. Образовавшуюся паузу Питер заполнил выпуском концертника «Plays live» и саундтрека к фильму Алана Паркера «Птаха» (англ. Birdy).
На звуковой дорожке к «Птахе» с Гэбриелом сотрудничал молодой талантливый музыкант и продюсер Даниэль Лануа, проявивший себя отличной совместной работой с Брайаном Ино, над альбомом «The Unforgettable Fire» группы «U2».
Диск был интересен прежде всего тем, что представлял Гэбриела с несколько иной стороны, высвечивал его способности композитора, создавал атмосферу чисто музыкального прогресса. Особенного интереса заслуживала игра Гэбриела на флейте и бессловесная вокальная партия. Сам музыкант вполне уважительно отзывался об этом диске без его связи с фильмом.

## 1986 So
Следующего лонгплея Гэбриела поклонники ждали без малого четыре года. (Позже разъясняя причину столь длительных перерывов в своей работе, он говорил: «Некоторые писатели работают над своими книгами по семь-восемь лет, другим хватает 7-8 дней. Все зависит от того, что вы собираетесь сделать и насколько детально. При быстрой работе всегда приходится чем-то поступаться». И в другой раз: «В роке я придерживаюсь черепашьей тактики. Нас таких несколько. Исполнители вроде меня верят в то, что звукозапись — дело, на которое не жалко времени, и на одну пластинку у нас часто уходит два-три года».
Долгожданный альбом 1986 года «So» отличался от предыдущих уже тем, что имел своё название. Он добрался до второй строчки в чартах и принёс Гэбриелу первую «Grammy». Американский музыкальный журнал «Billboard» в рецензии на диск выказал мысль, что тот является таким же верстовым столбом в творчестве Гэбриела, как альбом «Let's Dance» у Дэвида Боуи.
О том, что творчество Гэбриела приобрело новые измерения лиричности и интимности, свидетельствовала частично автобиографическая запись «Big Time», в которой автор целился в неуёмное желание успеха и творческую некритичность. Одним из самых сильных моментов диска стал дуэт с Кейт Буш на «Don’t Give Up». «Вклад Кейт огромен, — позже говорил Гэбриел. — Я просто влюблён в её голос и манеру петь. Мне кажется, что на этой песне она поёт совершенно не так, как на собственных композициях, с большим вкусом». Темой песни являлась безработица и тот душевный стресс и дискомфорт, что она приносит — но есть и подтекст, говорящий о месте человека в общественной жизни.
То, что возвращение Гэбриелу удалось, говорила читательская анкета «Record Mirror» за 1986 год. Среди самых лучших музыкантов он занял третье место. Композиция «Sledgehammer», поддержанная удачным видеоклипом, стала трансатлантическим хитом и от неё лишь чуть-чуть отставали «Big Time» и «In Your Eyes».

## 1989 Passion: Music for The Last Temptation of Christ
Пользуясь успехом альбома «So», Питер совершил два благотворительных тура (вместе со Стингом и «U2») в поддержку организации «Международная амнистия». В 1989 году вышел диск «Passion», основанный на музыке к фильму Мартина Скорсезе «Последнее искушение Христа», но на классический саундтрек он походил мало, да и назывался иначе. «Когда фильм был уже сделан, оставалось ещё несколько интересных идей, над которыми стоило поработать, так что альбом пришлось немного удлинить, — разъяснял музыкант. — Некоторые куски вообще для фильма не годились, и я решил, что альбом должен быть независимым. А в качестве названия я взял рабочее название ленты Страсти Господни.»
Для создания этой музыки Гэбриел объездил Африку и Дальний Восток и использовал в записи народные инструменты этих регионов, так что, даже искусно вплетая в музыкальную ткань современные гитары и синтезаторы, он лишь наносил штрихи актуальности на древнее полотно. Лучшими на двойнике, содержащем в основном медитативную инструментальную музыку, оказались титульная песня и трек «It Is Accomplished».
В 1989 году музыкант приезжал в Москву для презентации пластинки «Прорыв», записанной звёздами западной музыки для благотворительного проекта «Гринпис».

## 1992 Us
Новая студийная работа Питера Гэбриела появилась в 1992 году. «Us» собрал кучу положительных отзывов и, достигнув платиновой отметки, финишировал на второй позиции в «Billboard».
Продюсерская деятельность в студии «Настоящий мир» (англ. Real World Studios) изрядно отвлекала его от работы над собственными дисками, но давала постоянную возможность контакта с азиатскими, африканскими или болгарскими музыкантами. Так постепенно копился материал для сольного альбома «Us», в записи которого приняли участие музыканты от Тель-Авива до Токио.
На первый слух этот диск, пожалуй, самый интимный у певца, не обладал такой сингловой пробойностью, как «So», но все сразу отметили великолепное сочетание простоты и изысканности. Здесь нашли отражение личные переживания певца, связанные с семейными проблемами: расставание с первой женой, непростые отношения с Розанной Аркетт и все увеличивающаяся дистанция между ним и его первой дочерью.
Ведущим синглом и видео хитом стала гипнотическая песня «Digging in the Dirt», взывающая к помощи и пониманию. Так же как и ранее на диске 1992 года «Us», музыкант не оставил своих попыток смешивать различные стили — на «Come Talk to Me» есть шотландские волынки, африканские барабаны, армянский дудук и даже участие российского ансамбля Дмитрия Покровского. Продюсер Даниэль Лануа создал к тому же атмосферу, превосходно сочетающуюся с расстроенным внутренним миром певца. Хотя, по мнению многих критиков, диск этот по музыкальным достоинствам уступал альбому «So», выпуск превосходных сопутствующих видеоклипов обеспечил ему ещё более тёплый приём у широкой аудитории. В 1994 году вышел двойной концертник «Secret World Live», записанный во время одноимённого мирового тура. «Us» принёс автору четыре номинации Грэмми и две — в «MTV Awards» в США, а также «Q Awards» в Великобритании.

## 2000 OVO
Последующие годы Питер занимался своим лейблом, а также реализовывал некоторые мультимедийные проекты. Когда англичане начали готовиться к встрече третьего тысячелетия, Гэбриел был приглашён для участия в постановке спектакля «OVO: Millennium Show» (2000), поставленного специально для культурно-выставочного центра «The Millennium Dome» (Лондон) с задействованием всех его ультрасовременных технических возможностей. К участию в шоу вновь были привлечены артисты самых разных национальностей, культур и музыкальных направлений. В 2000 году вышла пластинка «OVO» с музыкой, прозвучавшей на этом мероприятии. Альбом был выпущен в 2-х вариантах: урезанная английская редакция и расширенная интернациональная версия с бонусным диском и красочным буклетом .

## 2002 Up
Новый студийный альбом Гэбриела Up вышел в свет 23 сентября 2002 года после десятилетнего перерыва. Вот что по этому поводу говорил сам мэтр :
«Когда я делаю новый альбом, я чувствую себя беременным»; «У стариков работа всегда идёт помедленнее»; «Начать легко, закончить куда труднее»; «Скорость никогда не была моей сильной стороной»; «Я обещал выпустить его в сентябре, но не говорил какого года»; «Я просто чертовски медлителен» — этими и ещё с полдесятка подобных полуироничных самокритичных сентенций открывается специальный сайт «The Making of Peter Gabriel’s Up» — Создание альбома «Up» Питера Гэбриела.
Работа над ним началась ещё в 1995 году и проходила по большей части в принадлежащей Гэбриелу сверхсовременной студии «Настоящий мир» (англ. Real World Studios). Кроме студии «Настоящий мир», записи производились также «на местности» во Франции, Сенегале и даже на берегах Амазонки в Бразилии. В альбоме Питер вернулся к некоторым темам, поднятым им ещё в конце 70-х — начале 80-х.
Несмотря на оптимистично звучащее название, альбом «Up» представляет собой собрание довольно мрачных песен, повествующих, по признанию их автора, «о начале и конце жизни». Столь пессимистичное настроение автор объясняет смертью от рака своего брата и других близких ему людей, неуклонным старением родителей. «Смерть стала занимать гораздо более заметное место в моей жизни за последние десять лет», — признаётся он.

## 2008 Big Blue Ball
В 2008 году, после 18 лет работы, наконец-то завершён масштабный проект Питера Гэбриела «Big Blue Ball», в виде 11-трекового альбома. Записи, вошедшие в альбом были сделаны в начале 90-х. Кроме самого Гэбриела в них приняли участие 75 исполнителей из более чем 20 стран.
Кропотливая работа в исполнении Питера и ещё 30 музыкантов происходила на его студии «Настоящий мир» в 1991, 1993 и 1995-м годах. Среди прочих в этом огромном списке творцов фигурируют такие лица и группы, как Sinead O'Connor, «Deep Forest», Manu Katché , Tim Finn, Natacha Atlas и многие другие.
Комментируя обстоятельства этой «продолжительной» работы, начатой в 1991 году, Гэбриел, ответственный за запись, продюсерство и исполнение альбома, говорит: 

Это было чрезвычайно насыщенное время с кучей приглашённых гостей со всего мира, пропитанных музыкой и 24-часовым кофе. Все это действие напоминало огромный детский манеж, весёлую студийную вечеринку. Студийное оборудование размещалось где только можно: на лужайке, в гараже, в чьей-то спальне. Удобно работать, когда располагаешь семью комнатами. Повсюду были кураторы разных специальностей, творческий бардак с поэтами и композиторами повсюду. Кто-то что-то писал, другой искал кофе. Когда чья-то спина исчезала в ночи, чтобы записать голос или звук и все это на фоне общего гула, невольно возникала мысль, что это брачное агентство.

## 2010 Scratch My Back
В 2010 году вышел альбом Scratch My Back, в который вошли 12 кавер-версий Гэбриела песен Дэвида Боуи, Лу Рида, Рэнди Ньюмана, Пола Саймона, Нила Янга, Talking Heads, Radiohead и др. Сие нашло своё отражение и в названии альбома, для которого использована часть английской идиомы «you scratch my back and I’ll scratch yours», что можно перевести как «рука руку моет» или «ты — мне, я — тебе». Идея проекта в следующем: Гэбриел записывает песни различных исполнителей, каждый из которых в свою очередь запишет одну из композиций Гэбриела.
Взяв за основу произведения других авторов, Гэбриел наложил на них свой саунд, поэтому почти все песни можно приравнять к новинкам. Кроме того, группы и исполнители, у которых были взяты все эти песни, известны лишь очень большим ценителям рока (не считая, конечно, настоящих легенд, таких как Дэвид Боуи, Пол Саймон и Нил Янг). Поэтому этот диск вполне можно считать полноценным альбомом Гэбриела.
Несколько слов о самом альбоме — прекрасная общая атмосфера плюс симфонический оркестр, который очень гармонично аккомпанирует голосу Гэбриела. Первая песня «Heroes» (кавер Дэвида Боуи) напоминает старый Genesis. Неплохи треки «The Power of the Heart» (Лу Рид) и «My Body Is a Cage» (Arcade Fire), но и другие песни не выпадают из общего звучания альбома. Записанная как саундтрек к фильму «Давайте потанцуем» кавер-версия «The Book of Love» (The Magnetic Fields) неоднократно входила в списки лучших песен Гэбриела.

## 2011 New Blood
Во время гастрольного тура 2010 года Питер принимает решение записать ряд своих старых песен в сопровождении классических инструментов. И уже в октябре 2011 года вслед за альбомом кавер-версий «Scratch My Back» Гэбриел выпускает альбом «New Blood», в который вошли 14 песен Питера, записанных в сопровождении симфонического оркестра. Многие старые песни автора получили новое прочтение, альбом имел большой успех у публики. Чуть позже в свет выходит делюкс-издание альбома, в виде второго диска с инструментальными версиями песен и с бонус треками, которые не вошли в основную часть альбома New Blood (такие как Father, Son; Signal To Noise, Blood of Eden и др.) В поддержку альбома Питер Гэбриел и оркестр отыграли серию больших концертов в США, странах Европы и других государствах, тем самым закрепив успех одноимённого альбома. Запись концерта в Лондоне легла в основу концертного альбома и DVD Live Blood.

## 2012 Back to Front
В 2012 году Гэбриел объявляет туре в честь 25-летия одного из своих самых знаковых и успешных альбомов «So». Тур начался 9 сентября 2012 года и длился на протяжении двух лет, Гэбриел и его команда отыграли порядка 65 концертов. Специально для этого тура было подготовлено трёх-дисковое переиздание альбома с различными бонусами и записями концертов тех лет, а также была выпущена отдельным синглом неизданная песня «Courage», не попавшая в альбом. Примечательно, что специально для тура «Back To Front» Гэбриел вновь объединился с музыкантами, с которыми он работал в 1986—1987 годах во время записи и гастролей в поддержку альбома. Концертная программа была условно разделена на три части: акустическая, электрическая (песни разных лет) и полностью сыгранный альбом So c первой и до последней песни. На многих концертах тура были сыграны три новые песни, которые до сих пор так пока и не были изданы в студии («Daddy Long Legs», «What Lies Ahead» и «Show Yourself»).

## 2016 Rock Paper Scissors
В июне 2016 года стартовал совместный тур Стинга и Питера Гэбриела под названием «Rock Paper Scissors North American Tour». Музыканты дали 19 совместных шоу в США, чередуя свои выступления и перепевая песни друг друга в ходе шоу. Так Стинг вместе с Гэбриелом исполнили «No Self Control», «Digging In The Dirt», «In Your Eyes» и другие. Летом 2016 года Гэбриел выпустил с небольшим интервалом два новых сингла «I’m Amazing» и «The Veil». Песня «The Veil» написана специально для политического триллера фильма «Сноуден», премьера которого состоялась осенью 2016 года.

## 2019 Альбомы Rated PG и Flotsam and Jetsam
13 апреля 2019 года вышел альбом «Rated PG». В альбом вошли 10 песен, которые были включены в саундтреки к фильмам и не издавались в официальных студийных альбомах Гэбриела. В альбом также вошла изменённая версия песни «In Your Eyes» — единственная песня в альбоме, которая до этого была издана в студийном альбоме автора. На песню «Everybird» на Youtube-канале Питера Гэбриела был выложен клип.
13 сентября 2019 года состоялся цифровой релиз альбома би-сайдов «Flotsam and Jetsam». Альбом представляет собой сборник из 60 песен и ремиксов, поделённый на три части: 1976—1985, 1986—1993 и 1994—2016 гг. В альбом вошли неизданные раритеты, ремиксы, изменённые версии некоторых песен, би-сайды синглов и альбомов, музыка из кинофильмов. На сборник попали — «I’m Amazing», «The Veil», вышедшие в качестве интернет-синглов в 2016 году, песня «Courage» не вошедшая в альбом «So», кавер-версия на песню The Beatles, ремиксы на песню «Growing Up» и т. д.
На сегодняшний день последним альбомом Питера с его авторским материалом является мрачный и экспериментальный «Up», вышедший осенью 2002 года. В настоящий момент Питер сосредоточен на работе и помощи музыкантам в своей студии Real World Studios, параллельно идёт запись нового материала, но из-за постоянной нехватки времени запись новых песен постоянно откладывается.
В феврале 2020 года на официальном сайте Питера Гэбриела было опубликовано 2 полнометражных видео с симфоническим оркестром в Вероне (Италия) — «Scratch My Back» и «Taking The Pulse», первый концерт включает в себя исполнение всех песен из альбома с программой «Scratch my back», второе видео с программой «New Blood» 2010 и 2011 годов соответственно
21 октября 2021 года на презентации книги Анны Гэбриел «Eye-D» в Милане (Италия), где музыкант участвовал в качестве «специального» гостя, Питер сообщил о возможном выходе своего нового альбома, первой пластинки с авторским материалом со времён выхода альбома «Up» (2002). Кроме того, перед презентацией книги музыкант дал интервью журналу «SPECCHIO» в котором сообщил, что новый альбом «ближе, чем вам кажется», Питер со своей группой (а так же с некоторыми приглашёнными музыкантами) работает в студии над 17 новыми песнями.
14 октября 2022 года в свет выходит трибьют-альбом памяти Леонарда Коэна, куда среди прочих известных исполнителей, вошла кавер-версия песни «Here It Is» в исполнении Питера Гэбриела.

## 2022—2023 Альбом I/O новый мировой Тур
В ноябре 2022 года Питер Гэбриел через свой официальный сайт анонсировал новый мировой тур («I/O The Tour»), а также релиз долгожданного студийного альбома, получившего название — «I/O». Альбом «I/o» находился в работе у музыканта с 2002 года и должен был выйти в свет через полтора года после релиза его предыдущего диска UP (2002), однако выход альбома постоянно откладывался и затягивался из-за чрезмерной занятости музыканта над другими проектами. Альбом «I/o» стал первым альбомом музыканта с новым оригинальным материалом за 21 год. Первый этап тура запланирован на весну и лето 2023 года по городам Европы, далее с осени тур продолжится в США. В новом туре музыкант исполнил все песни с грядущей пластинки, более чем за полгода до официального релиза альбома.
Кроме того, начиная с января 2023 года, музыкант каждое полнолуние выкладывает для поклонников на своём официальном сайте новую песню с грядущей пластинки, а также небольшой видео-рассказ о каждой из песен альбома «I/o». Релиз альбома запланирован на конец 2023 года.

## WOMAD и другие проекты
Гэбриел на протяжении многих лет интересовался этнической музыкой («world music»), что заметно повлияло на музыкальную составляющую его третьего альбома. Увлечение этникой с течением времени усиливалось, и, благодаря инициативе Гэбриела, был создан фестиваль «Мир музыки, искусств и танца» (англ. WOMAD — World of Music, Arts and Dance). Питер Гэбриел основал лейбл «Настоящий мир» (англ. Real World Records) для помощи в создании и распространении подобной музыки, исполняемой музыкантами со всего мира. Гэбриел проделал существенную работу для ознакомления западной публики с творчеством таких музыкантов, как Yungchen Lhamo, Нусрат Фатех Али Хан, Юссу Н’Дур и Ансамбль Дмитрия Покровского.
Будучи заинтересованным в борьбе за права человека, Гэбриел основал проект «Witness» (свидетель, очевидец) — некоммерческую организацию, снабжающую активистов видеокамерами, для разоблачения различных правонарушений и злоупотреблений. В 2012 году Гэбриел написал письмо арестованным участницам группы Pussy Riot, в котором выразил надежду, что девушек скоро освободят из тюрьмы.
В июле 2023 года присоединился к призыву разблокировать Нагорный Карабах (Арцах) и прекратить притеснение его жителей.

## Дискография

### Студийные альбомы
- 1977 Peter Gabriel (I или Car, обложка с мокрым автомобилем)
- 1978 Peter Gabriel (II или Scratch, обложка с царапинами)
- 1980 Peter Gabriel (III или Melt, обложка с тающим лицом)
- 1982 Peter Gabriel (IV, в США издан под названием Security)
- 1986 So
- 1989 Passion
- 1992 Us
- 2002 Up
- 2010 Scratch My Back
- 2011 New Blood
- 2012 Live Blood
- 2023 I/O[21]

### Концертные альбомы
- 1983 Plays Live
- 1994 Secret World Live
- 2012 Live Blood
- 2014 Back to Front: Live in London

### Саундтреки
- 1985 Birdy: саундтрек к фильму «Птаха».
- 1989 Passion: Music for The Last Temptation of Christ
- 2000 OVO
- 2002 Long Walk Home: Music from the Rabbit-Proof Fence

### Сборники
- 1990 Shaking the Tree
- 1992 Revisited
- 2003 Hit
- 2019 Rated PG (песни из фильмов не вошедшие в альбомы)
- 2019 Flotsam and Jetsam (ремиксы, би-сайды)

### Другие альбомы
- 1980 Ein deutsches album
- 1982 Deutsches album
- 2008 Big Blue Ball